# フランクリン郡 (インディアナ州)

インディアナ州内の位置

フランクリン郡（Franklin County）は、アメリカ合衆国インディアナ州に位置する郡である。人口は23,122人（2025年推計）。郡庁所在地はブルックビルである。

## 地理
アメリカ合衆国統計局によると、この郡は総面積1,014 km2 (391 mi2) である。このうち1,000 km2 (386 mi2) が陸地で14 km2 (5 mi2) が水地域である。総面積の1.36%が水地域となっている。

### 隣接する郡
- ファイエット郡  (北 [1])
- ユニオン郡  (北 [2])
- バトラー郡 (オハイオ州)  (東)
- ハミルトン郡 (オハイオ州)  (南東)
- ディアボーン郡  (南 [1])
- リプリー郡 (南 [2])
- ディケーター郡 (西)
- ラッシュ郡 (北西)

## 人口動静
2000年国勢調査で、この郡は人口22,151人、7,868世帯、及び6,129家族が暮らしている。人口密度は22/km2 (57/mi2) である。9/km2 (22/mi2) の平均的な密度に8,596軒の住居が建っている。この郡の人種的構成は白人99.02%、アフリカン・アメリカン0.03%、先住民0.16%、アジア0.22%、太平洋諸島系0.02%、その他の人種0.09%、及び混血0.47%である。ここの人口の0.47%がヒスパニックまたはラテン系である。
この郡内の住民は28.10%が18歳未満の未成年、18歳以上24歳以下が7.60%、25歳以上44歳以下が29.20%、45歳以上64歳以下が22.60%、及び65歳以上が12.50%にわたっている。中央値年齢は36歳である。女性100人ごとに対して男性は99.70人である。18歳以上の女性100人ごとに対して男性は97.60人である。
この郡の世帯ごとの平均的な収入は43,530米ドルであり、家族ごとの平均的な収入は50,171米ドルである。男性は33,998米ドルに対して女性は24,516米ドルの平均的な収入がある。この郡の一人当たりの収入 (per capita income) は18,624米ドルである。人口の7.10%及び家族の4.70%は貧困線以下である。全人口のうち18歳未満の7.90%及び65歳以上の9.70%は貧困線以下の生活を送っている。

## 都市及び町

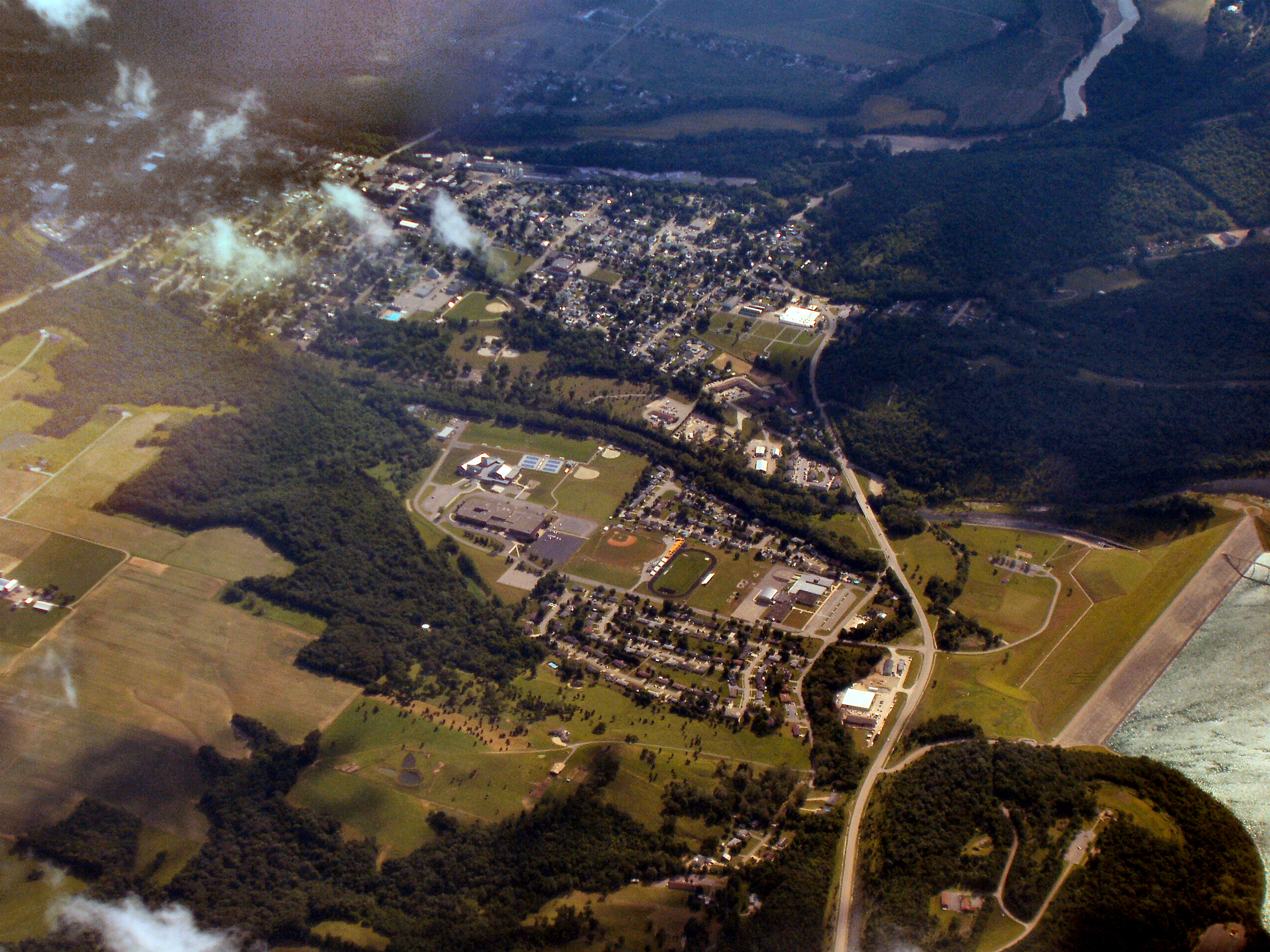
ブルックビル（上空から）

- ブルックビル（郡庁所在地）
- シーダーグローブ
- オールデンバーグ
- Batesville
- Laurel
- Mount Carmel